# Адрара Сан Мартино
Адра̀ра Сан Мартѝно (на италиански: Adrara San Martino; на ломбардски: Drera, Дрера) е село и община в Северна Италия, провинция Бергамо, регион Ломбардия. Разположено е на 355 m надморска височина. Населението на общината е 2227 души (към 2017 г.).